# Mikrolearning
Mikrolearning (Microlearning) – termin używany w e-learningu do określenia małych elementów szkoleniowych, trwających nie dłużej niż kilka minut. Elementami takimi mogą być: video, animacja, ćwiczenie, quiz, artykuł, podcast, instrukcja, gra itp. Z założenia skupiają się one na rozwiązaniu konkretnego problemu, są łatwo dostępne i mogą być używane „in the flow of work”, czyli w dowolnym momencie, w którym okazują się przydatne.
W przeciwieństwie do makrolearningu, czyli tradycyjnych e-learningowych kursów zbudowanych z modułów i często długich, mikrolearning:
- jest tańszy i szybszy do wyprodukowania;
- jest bardziej elastyczny;
- daje użytkownikom większą wolność;
- pozwala szybciej znaleźć odpowiedź na konkretny problem;
- skupia się bardziej na umiejętnościach;
- często generowany jest przez samych użytkowników;
- doskonale służy powtórkom, ćwiczeniom, wzmacnianiu wiedzy.

Elementy mikrolearningu mają różnorodną formę, obejmują wąskie zagadnienia i przygotowywane są po to, by użytkownicy mogli po nie sięgnąć w razie potrzeby. Często współegzystują z makrolearningiem, który bierze na siebie bardziej złożone, wieloaspektowe zagadnienia, także te, które mają charakter obowiązkowy i wymagają większej kontroli.